# Ofensiva Lviv-Sandomir
A Operação Ofensiva Estratégica Lviv-Sandomir ou Operação Lviv-Sandomir (em russo:  Львовско-Сандомирская стратегическая наступательная операция) foi uma grande operação do Exército Vermelho no quadro do Teatro Oriental da Segunda Guerra Mundial, buscando expulsar as tropas alemãs da Ucrânia e do leste da Polônia. Lançada em meados de julho de 1944, o Exército Vermelho completou seus objetivos no final de agosto.
A ofensiva foi composta por três operações menores:
- Operação Ofensiva de Lviv (13 de julho de 1944 - 27 de julho de 1944)
- Operação Ofensiva de Stanislav (13 de julho de 1944 - 27 de julho de 1944)
- Operação Ofensiva de Sandomir (28 de julho de 1944 - 29 de agosto de 1944)

A Ofensiva Lviv-Sandomir é geralmente ofuscada pelos sucessos esmagadores da Operação Bagration conduzida concomitantemente, que levou à destruição do Grupo de Exércitos Centro alemão. No entanto, a maior parte dos recursos do Exército Vermelho e da da Força Aérea Vermelha foram alocados não para as operações de Bagration na Bielorrússia, mas sim para a Operação Lviv-Sandomir mais ao sul.
A campanha foi conduzida com o emprego da maskirovka, isso é, de desinformação. Concentrando-se no sul da Polônia e da Ucrânia, os soviéticos atraíram reservas móveis alemãs para o sul, deixando o Grupos de Exércitos Centro vulnerável a um ataque concentrado. Quando os soviéticos lançassem Bagration contra o Grupos de Exércitos Centro, isso criaria uma grave crise na frente oriental alemã, que então forçaria as poderosas forças alemãs Panzer de volta à frente central, deixando os soviéticos livres para então perseguir seus objetivos de tomar a Ucrânia ocidental, estabelecer cabeças de ponte no rio Vistula, e avançar sobre a Romênia.
No início de junho de 1944, as forças do Grupo de Exércitos Norte do Generalfeldmarschall Walter Model foram empurradas para além do Dniepre e estavam desesperadamente agarradas ao canto noroeste da Ucrânia. Josef Stalin ordenou a libertação total da Ucrânia e a Stavka colocou em prática planos que se tornariam a Operação Lviv-Sandomir. No estágio inicial do planejamento, a ofensiva era conhecida como Operação Lviv-Przemyśl. O objetivo dessa ofensiva era que a Primeira Frente Ucraniana do Marechal Ivan Konev libertasse Lviv, limpasse as tropas alemãs da Ucrânia, e capturasse uma série de cabeças de ponte no rio Vístula.
A Stavka também planejava uma ofensiva ainda maior, apelidada Operação Bagration, para coincidir com a ofensiva de Konev. O objetivo da Operação Bagration era nada menos que a completa libertação da Bielorrússia e forçar a Wehrmacht a sair do leste da Polônia. A Operação Ofensiva Estratégica Lviv-Sandomir seria o meio de impedir que o OKH transferisse reservas para o Grupo de Exércitos Centro, reduzindo assim a sua atuação no verão de 1944.

## Forças alemãs

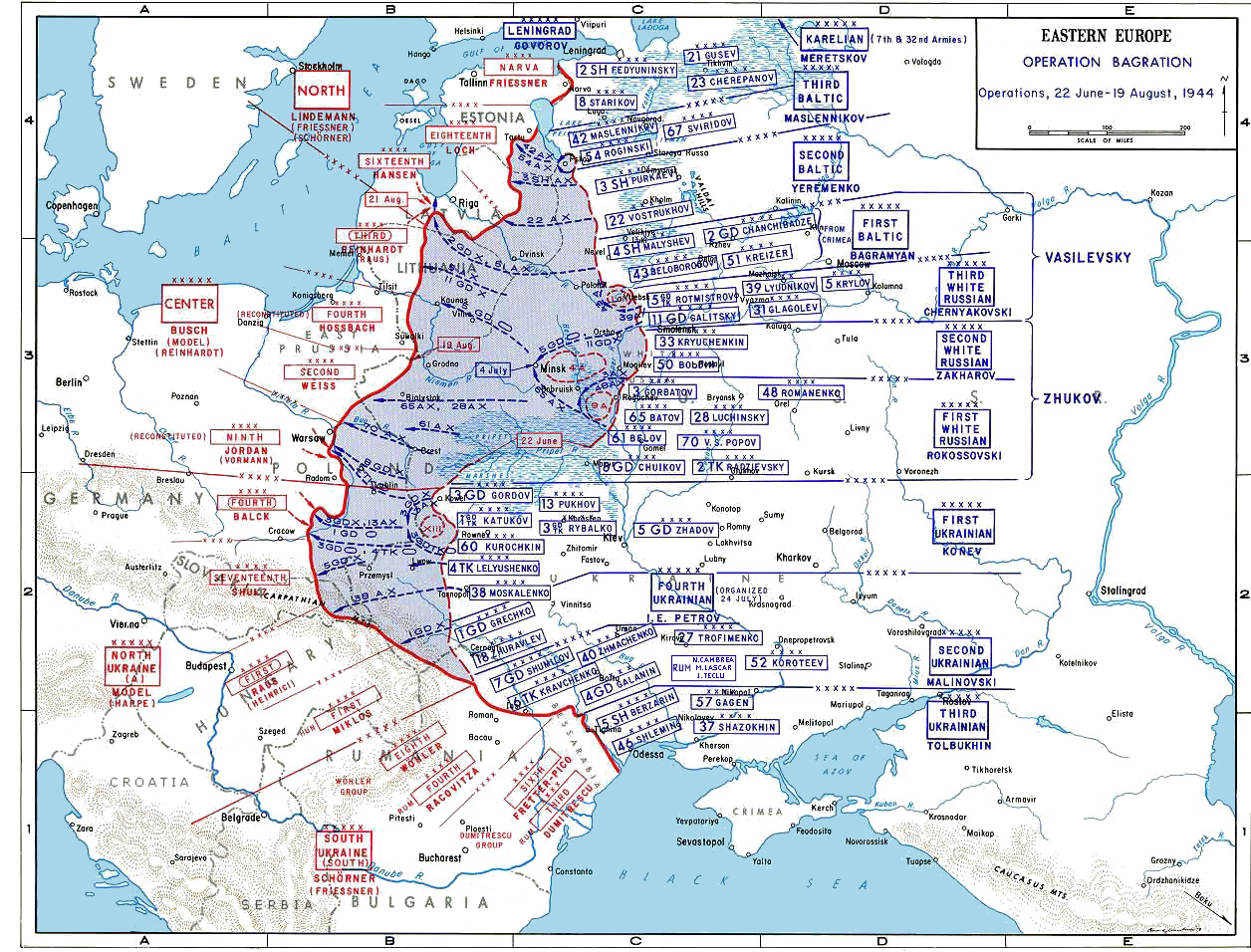
Desdobramentos alemães e soviéticos na Frente Oriental, de junho a agosto de 1944, mostrando a Operação Bagration ao norte, e Lviv-Sandomir, mais ao sul (Primeira Frente Ucraniana).

Enquanto a Stavka concluía seus planos ofensivos, o Generalfeldmarschall Model foi removido do comando do Grupo de Exércitos do Norte da Ucrânia (o Grupo de Exércitos A renomeado Nordukraine) e substituído pelo Generaloberst Josef Harpe. As forças de Harpe incluíam dois Exércitos Panzer (o 1º Exército Panzer, sob o comando de Generaloberst Gotthard Heinrici, e o 4º Exército Panzer sob o comando General der Panzertruppen Walther Nehring). Junto ao 1º Exército Panzer estava o Primeiro Exército Húngaro. Harpe conseguiu reunir apenas 420 tanques, StuG e outros veículos blindados variados. Seu Grupo de Exércitos compreendia cerca de 900.000 homens, apoiados por 700 aviões da Luftflotte 4, incluindo as unidades aéreas veteranas da VIII Fliegerkorps, e as aeronaves 300-400 da Luftflotte 6 nas proximidades. No entanto, devido à complicada cadeia de comando inter-serviços, Harpe não pôde controlar diretamente as unidades da Luftwaffe.
As forças da Primeira Frente Ucraniana sob o comando de Konev superavam em muito o Grupo de Exércitos do Norte da Ucrânia. Ela reunia mais de 1.002.200 soldados, cerca de 2.050 tanques, cerca de 16.000 canhões e morteiros e mais de 3.250 aeronaves do 2º Exército Aéreo comandadas pelo General Stepan Krasovski. Além disso, a moral das tropas de Konev estava muito alta, após as recentes vitórias na Ucrânia. Elas estavam na ofensiva havia quase um ano, e estavam testemunhando o colapso do Grupo de Exércitos Centro ao norte deles.
O primeiro ataque da Frente Ucraniana teve dois eixos de ataque:
- O primeiro ataque, apontando para Rava-Ruska, seria liderado pelo 3º Exército da Guarda, o 1º Exército de Tanques da Guarda e o 13º Exército.
- A segunda pinça do ataque foi apontada para Lviv, e seria liderada pelo 60º e 38º exércitos, pelo 3º Exércitos de Tanques da Guarda e pelo 4º Exército de Tanques.

O Exército Vermelho obteve enorme superioridade contra os alemães, ao limitar seus ataques a uma frente de apenas 26 quilômetros. Isso permitiu a Konev concentrar cerca de 240 canhões e morteiros por quilômetro de frente.

## Início do assalto
O ataque do norte para Rava-Ruska começou no dia 13 de julho de 1944. As primeiras forças da Frente Ucraniana romperam facilmente as defesas alemãs perto de Horokhiv. O enfraquecido XLII Corpo de Exército da Wehrmacht conseguiu se manter relativamente intacto usando destacamentos reforçados de retaguarda. Ao anoitecer, o 13º Exército da Primeira Frente Ucraniana havia penetrado as linhas alemãs com uma profundidade de 20 quilômetros. O primeiro avanço da Frente Ucraniana ocorreu ao norte do XIII Corpo de Exército alemão.
Em 14 de julho de 1944, o ataque com o objetivo de libertar Lviv foi iniciado ao sul do XIII Exército, que tinha posições próximas à cidade de Brody, a mesma área em que o Exército Vermelho fracassara no início da guerra. Unidades do Exército Vermelho tinham perfurado a linha perto de Horokhiv, ao norte, e em Nische, no sul, deixando o XIII Corpo perigosamente exposto em um saliente. A pinça do norte para Rava-Ruska começou a se dividir, redirigindo várias unidades do 13º Exército para o sul, numa tentativa de cercar o XIII Corpo do Exército.
As forças do norte logo encontraram elementos fracos das 291ª e 340ª Divisões de Infantaria, mas estas foram rapidamente deixadas de lado. Em 15 de julho, o Generaloberst Nehring, percebendo que seu 4º Exército Panzer estava em sério risco, e ordenou que suas duas divisões de reserva, a 16ª e a 17ª Divisão Panzer, contra-atacassem Horokiv e Druzhkopil na tentativa de deter o assalto norte soviético. As duas divisões conseguiam reunir apenas 43 tanques e, apesar de seus melhores esforços, o contra-ataque alemão logo falhou. As forças muito superiores do Exército Vermelho logo forçaram as duas divisões Panzer a se juntarem às divisões de infantaria, em retirada. Konev enviou o Grupo Móvel Baranov pela brecha aberta nas defesas alemãs, a fim de ajudar a explorar o avanço. O Grupo Móvel avançou rapidamente, com o apoio aéreo, e durante os três dias seguintes conseguiu capturar a cidade de Kamionka-Strumilowa e formar uma cabeça de ponte na margem ocidental do rio Bug Meridional, cortando assim a linha de comunicação e o caminho de retirada do XIII Corpo de Exército.

## Cerco em Brody: o "Caldeirão de Brody"

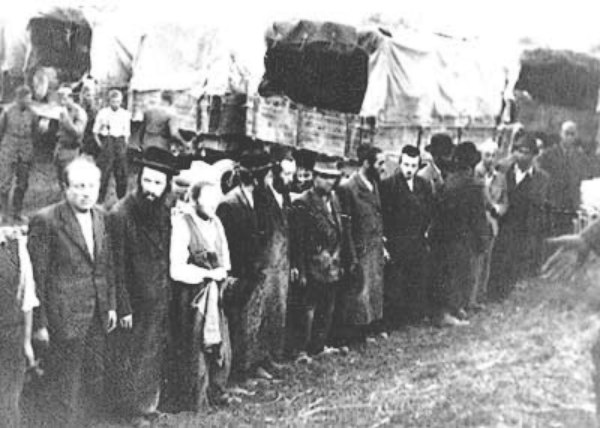
Judeus de Brody aguardando serem deportados pelos alemães (1943)

Ao sul, um grande ataque do Exército Vermelho, visando a junção das áreas ocupadas pelo 1º e 4º exércitos Panzer, havia sido repelido com sucesso pelo Korpsabteilung C, em 14 de julho. A Primeira Frente Ucraniana deslocou seu ataque para o sul, e depois de um intenso ataque de artilharia e bombardeio aéreo, atacou as já enfraquecidas 349ª e a 357ª divisões de infantaria. A 349ª Divisão de Infantaria entrou em colapso sob o ataque, os sobreviventes fugindo em desordem. Devido às ações do Korpsabteilung C e da 357ª Divisão de Infantaria, o primeiro avanço da Frente Ucraniana foi de apenas 3-4 km de largura. Apesar disso, a Primeira Frente Ucraniana continuou avançando em direção às cidades de Zolochiv e Sasiv, criando uma brecha entre o XIII Corpo de Exército e o XLVIII Corpo Panzer.
A artilharia alemã de ambos os corpos, e da 18ª Divisão de Artilharia, começou a saturar o estreito saliente, apelidado de Corredor Koltiv. Um rápido contra-ataque foi engendrado pelas 1ª e 8ª divisões Panzer, acompanhadas por elementos da 14ª Divisão de Granadeiros da Waffen SS "Galizien". Enquanto a Divisão Galizien e a 1ª Divisão Panzer lutaram bem, a 8ª Divisão Panzer se perdeu, e acabou na área ocupada pelo XIII Corpo de Exército. Cortado do XLVIII Corpo Panzer e da 1ª Divisão Panzer, ele não pôde participar do ataque.
Apesar de seus ganhos iniciais, a Primeira Frente Ucraniana finalmente conseguiu deter o ataque alemão, com a ajuda do 2º Exército Aéreo, que lançou 17.200 bombas nos panzers. A ausência da 8ª Divisão Panzer significou que o ataque estava fadado ao fracasso. O comandante da 8ª Divisão Panzer havia ignorado ordens explícitas, e tentou liderar suas tropas através de um atalho. Em vez disso, a divisão perdeu-se e sofreu imensas perdas em ataques de Il-2 da Força Aérea Vermelha. Apesar disso, o ataque do sul estava diminuindo.
No dia 16 de julho, Konev correu um grande risco e enviou o 3º Exército de Tanques da Guarda, do Tenente-General Pável Ribalko, atacar no sul. Isso significava que o Exército teria de atravessar o estreito Corredor Koltiv, constantemente sob fogo de artilharia, e ferozes contra-ataques alemães.
O 3º Exército de Tanques da Guarda atacou direção de Lviv, e logo o avanço soviético retomou seu avanço para o oeste. O comandante do XIII Corpo de Exército percebeu que suas tropas precisavam recuar para evitar o cerco. Assim, foi dada a ordem para que todas as unidades do corpo recuassem para o Prinz-Eugen-Stellung, uma série de posições defensivas não-tripuladas construídas em junho de 1944, a cerca de 35   km a oeste de Ternopil e que corria em parte ao longo do rio Strypa. Fortes ataques da Primeira Frente Ucraniana em 17 de julho conseguiram capturar partes do Prinz-Eugen-Stellung. A 14ª Divisão de Granadeiros da Waffen SS se juntou ao combate, em uma tentativa de recapturar essas posições perdidas, mas depois de algum sucesso ela colidiu com uma unidade de tanques soviéticos IS-2, que levou a um fim o avanço da SS. Apesar das repetidas advertências de seus subordinados, o comandante do Corpo, General der Infanterie Arthur Hauffe, não ordenou nova retirada, condenando as três divisões do XIII Exército e o Korps-Abteilung C.
Em 18 de julho, os renovados ataques da Primeira Frente Ucraniana resultaram em um avanço na direção operacional de Lviv. No final do dia, as primeiras pontas de lança da Frente Ucraniana se encontraram perto da cidade de Busk. O cerco estava completo. 45.000 homens do XIII Exército estavam presos em volta de Brody, e uma brecha de 200 km tinha sido criada ao longo da frente do Grupo de Exércitos do Norte da Ucrânia.

## Aniquilação em Brody: objetivos redefinidos
Os homens cercados em Brody não receberiam ajuda externa. Apesar de vários ataques desesperados das forças exauridas dos XLVIII e XXIV corpos Panzer, a Primeira Frente Ucraniana continuou a apertar o cerco. Sob o contínuo ataque da Primeira Frente Ucraniana, Harpe ordenou que suas forças recuassem, abandonando o XIII Corpo de Exército. Sob constante artilharia e bombardeio aéreo, as forças sitiadas fizeram várias tentativas de fuga, mas estas foram facilmente repelidas pelas forças blindadas da Primeira Frente Ucraniana que infligiram pesadas baixas às tropas alemãs. Em 22 de julho, um primeiro ataque da Frente Ucraniana cortou o bolsão em dois e, ao anoitecer, quase toda a resistência foi eliminada. Os sobreviventes dispersos se dividiram em pequenos grupos e tentaram fugir. Poucos chegaram às linhas do Eixo, mas entre eles havia 3.500 homens da SS Galizien, que antes da operação tinha 11 mil homens. Konev ficou exultante com o sucesso inesperado da operação. O Grupo de Exércitos de Harpe estava recuando; o 4º Exército Panzer até o Rio Vístula e o 1º Exército Panzer e o 1º Exército Húngaro até a área ao redor dos Cárpatos.
Lviv em si foi novamente ocupada pelos soviéticos em 26 de julho, a primeira vez desde setembro de 1939, durante a invasão conjunta da Polônia. A cidade foi retomada pela Primeira Frente Ucraniana com relativa facilidade, e os alemães foram completamente expulsos da Ucrânia Ocidental. Vendo este sucesso, a Stavka emitiu novos ordens em 28 de julho, dirigindo Konev a atacar o Vístula e capturar a cidade de Sandomir, no sul da Polônia, então ocupada pelos nazistas. As esperanças ucranianas de independência foram esmagadas em meio à força avassaladora dos soviéticos, como na Estônia, na Letônia e na Lituânia. O Exército Insurgente Ucraniano continuaria travando uma guerra de guerrilha contra os soviéticos até os anos 1950.

## Ataque renovado: captura de Sandomir

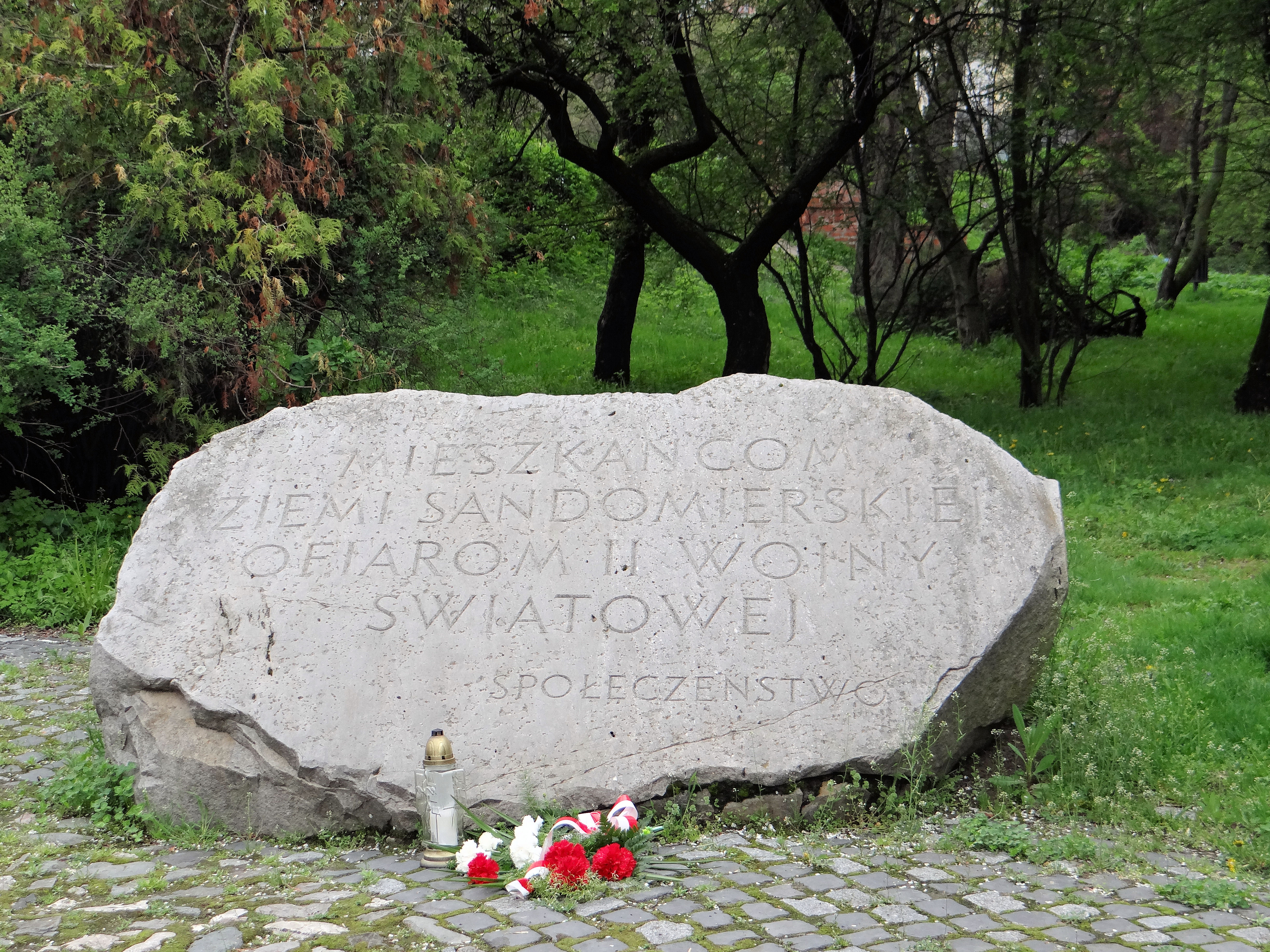
Memorial às vítimas da Grande Guerra Patriótica, em Sandomir.

A renovada ofensiva soviética começou em 29 de julho, com as tropas na ponta alcançando rapidamente o Vístula e estabelecendo uma forte cabeça de ponte perto de Baranów Sandomierski. No entanto, fortes contra-ataques alemães perto de Sandomir impediram a expansão da cabeça de ponte soviética. No início de agosto, Harpe ganhou um pouco de descanso, pois cinco divisões, incluindo uma divisão Panzer, foram transferidas do Grupo do Exército do Sul da Ucrânia. Estes foram imediatamente colocados em ação em torno de Sandomir. Logo depois, outras cinco divisões alemãs, três divisões húngaras, seis brigadas de canhões StuG e o 501º Batalhão de Tanques Pesados (equipados com tanques Tiger II) foram colocados sob o comando de Harpe.
Grandes contra-ataques alemães foram lançados em uma tentativa de repelir os soviéticos através do Vístula. Usando como bases as cidades de Mielec e Tarnobrzeg, na margem oriental do rio, esses ataques causaram pesadas baixas às forças soviéticas. Em meados de agosto, a "ponta de lança" de Konev, o 6º Corpo de Tanques da Guarda, tinha apenas 67 tanques restantes. Os alemães lançaram um violento contra-ataque com o 501º Batalhão de Tanques Pesados e a 6ª Divisão Panzer, totalizando cerca de 140 tanques, incluindo 20 Tiger II. Apesar de estar em desvantagem numérica, o 6º Exército da Guarda segurou a ponte, derrubando 10 Tiger II. Em 16 de agosto, os contra-ataques alemães estavam começando a perder força, e Ribalko, o comandante da cabeça de ponte, conseguiu expandir a área controlada pelos soviéticos em uma profundidade de 120 quilômetros, capturando a cidade de Sandomir. Com ambos os lados exaustos, a luta acabou e a Ofensiva Lvov-Sandomir foi considerada completa.

## Ordem de batalha

### Exército Vermelho
Primeira Frente Ucraniana (Konev)
Direção operacional Rava-Ruska
- 3º Exército da Guarda (Gordov)
- 1º Exército Blindado da Guarda (Katukov)
- 13º Exército (Pukhov)

Direção operacional Lviv
- 60º exército (Kurochkin)
- 38º Exército (Moskalenko)
- 3º Exército de Tanques da Guarda (Ribalko)
- 4º Exército de Tanques (Leliushenko)
- 2º Exército do Ar (Krasovski)

### Eixo
Grupo de Exército do Norte da Ucrânia (Harpe) - 12 de julho de 1944
- 18ª Divisão de Artilharia
- 4º Exército Panzer (Nehring)
  - XLVI Corpo Panzer
    - 16ª Divisão Panzer
    - 17ª Divisão Panzer
    - 291ª Divisão de Infantaria
    - 340ª Divisão de Infantaria
    - Grupo Beutler (provavelmente)

  - XXXXII Corpo de Exército (Hermann Recknagel)
    - 72ª Divisão de Infantaria
    - 88ª Divisão de Infantaria
    - 214 Divisão de Infantaria/Segurança (provavelmente)
    - 213ª Divisão de Segurança (provavelmente)

  - LVI Corpo Panzer
    - 26ª divisão de infantaria
    - 342ª Divisão de Infantaria
    - 1ª Divisão Ski Jaeger
    - 253ª Divisão de Infantaria (provavelmente)

  - VIII Corpo de Exército
    - 5ª Divisão Jaeger
    - 211ª Divisão de Infantaria
    - 12ª Divisão da Reserva húngara
- 1º Exército Panzer (Heinrici)
  - XIII Corpo do Exército (Hauffe)
    - Korpsabteilung C - (Wolfgang Lange) div. Gruppe 183, 217 e 339
    - 361ª Divisão de Infantaria
    - 454ª Divisão de Segurança
    - 14ª Divisão de Granadeiros da Waffen SS (da reserva)

  - XXXXVIII Corpo Panzer (Balck)
    - 96ª Divisão de Infantaria
    - 349ª Divisão de Infantaria
    - 359ª Divisão de Infantaria
    - 357ª Divisão de Infantaria (provavelmente)

  - III Corpo Panzer
    - 1ª Divisão Panzer
    - 8ª Divisão Panzer

  - XXIV Corpo Panzer (Gräser)
    - 20ª Divisão Panzergrenadier (da Reserva)
    - 100ª Divisão Jaeger
    - 75ª Divisão de Infantaria
    - 254ª divisão de infantaria
    - 371ª Divisão de Infantaria

  - LIX Corpo de Exército
    - 1ª Divisão de Infantaria
    - 208ª Divisão de Infantaria
    - 20ª Divisão de Infantaria Húngara
- 1º Exército Húngaro (Ferenc Farkas)
  - XI Corpo de Exército (Von Bünau)
    - 101ª Divisão Jaeger
    - 24ª Divisão de Infantaria húngara
    - 25ª Divisão de Infantaria húngara
    - 18ª Divisão da Reserva húngara

  - VII Corpo de Exército húngaro
    - 16ª Divisão de Infantaria húngara
    - 68ª Divisão de Infantaria
    - 168ª Divisão de Infantaria (elementos)

  - VI Corpo de Exército húngaro
    - 27ª Divisão Ligeira húngara
    - 1ª Brigada Montanha húngara

  - Reserva do exército húngaro
    - 2ª Divisão Panzer húngara
    - 2ª Brigada de Montanha (elementos incluídos no VI Corpo) húngara
    - 19ª Divisão da Reserva húngara
- Luftflotte 4
  - VIII Fliegerkorps
  - Luftflotte 6 nas proximidades

## Baixas estimadas
Os relatórios da Wehrmacht enfatizaram a retirada bem-sucedida de várias forças. As estimativas soviéticas eram consideravelmente mais altas: de acordo com um relatório de agosto de 1944 do Serviço Soviético de Informação, as forças alemãs sofreram 350.000 baixas. Destes, 140.000 foram mortos e 32.360 capturados, principalmente no Caldeirão de Brody. Além disso, os soviéticos alegaram ter abatido 1.941 tanques alemães e 687 aeronaves durante a ofensiva.